# Carl Leistler
Carl Leistler (* 1805 in Wien; † 25. September 1857 in Kalksburg) war ein österreichischer Möbel- und Parkettenfabrikant und Gründer der k.u.k. Hof-Parkettenfabrik Carl Leistler & Sohn.

## Biografie
Mathias Leistler gründete 1794 das Unternehmen. Am 23. Juli 1828 wurde die Tischlerei in der Josefstadt von seinem Sohn Carl Leistler übernommen. 1842 wurde in Gumpendorf eine Fabrik zur Erzeugung von Möbeln, feinen Tischlerwaaren und Parketten errichtet, die als erste in Wien mit den aus Frankreich gebrachten Holzbearbeitungsmaschinen ausgestattet wurde. In den Jahren 1842 bis 1847 beteiligte sich die Firma bei den Adaptierungsarbeiten im Majoratshaus des Fürsten Alois von und zu Liechtenstein durch Herstellung feinster Tischlerarbeiten, Möbel und Parkettfußböden im Palais an der Bankgasse. Die Werke zählten zu den besten Beispielen des sogenannten „Zweiten Rokoko“.
1850 wurde das fürstlich Alois Liechtenstein’sche Schloss Rabensburg in Niederösterreich angekauft und dort eine zweite Fabrik sowie ein nach englischem System gebautes Sägewerk unter der Firma „Gebrüder Leistler“ neu eingerichtet, wo hauptsächlich massive Parketten und Brettel aus Eichen- und Eschenholz und insbesondere Dimensionshölzer für den Waggonbau der Kaiser Ferdinands-Nordbahn und der k.k. österreichische Staatsbahnen zur Ausführung gelangten. Im Jahre 1867 wurde diese Fabrik aufgelöst und die Parkettenfabrikation in das Wiener Etablissement mit einbezogen.
1851 beteiligte sich Leistler an der Great Exhibition. Ausgestellt wurden vier Zimmereinrichtungen, die im Auftrag des Fürsten Liechtenstein nach Entwürfen von Bernado di Bernardis im Stile der Renaissance, Ludwig XIV. und Ludwig XV. ausgeführt wurden. Anton Seuffert (1815–1887), der später selber eine bedeutende Tischlerdynastie in England und Neuseeland gründete, wurde mit der Ausführung eines großen neo-gotischen Bücherschranks betraut, der bei der Ausstellung gezeigt wurde. Der Entwurf stammte von di Bernadis und Joseph Kranner, die Arbeiten aus Eiche wurden von Anton Dominik Fernkorn und Franz Maler durchgeführt. Dieser monumentale Bücherschrank wurde später von Kaiser Franz Joseph I. an Königin Viktoria zum Geschenk gemacht und befindet sich heute im Victoria & Albert Museum in London unter der Inventarnummer W.12-1967.
Ein weiteres Werk, das Aufmerksamkeit erregte, war ein prunkvolles Baldachinbett mit reichen figuralen und ornamentalen Schnitzereien und aufwendigen Draperien. Leistler erhielt auf der Weltausstellung für diese Erzeugnisse den ersten Preis, die Council-Medaille.
Weitere Lieferungen waren die Kanzel und die Chorherrenstühle für das Metropolitan-Capitel in Gran (1854) und Mahagoni-Türen samt Verkleidungen und Superporten für den Sultan in Konstantinopel (1855).
Carl Leistler sen. wurde mit dem Goldenen Verdienstkreuzes mit der Krone geehrt und führte den k.u.k. Hoftitel. Nach seinem Tod führte sein Sohn das Unternehmen „Carl Leistler & Sohn“ weiter und konzentrierte sich eher auf die Parkettherstellung.